# David Turbay Turbay
David Turbay Turbay (El Carmen de Bolívar, Colombia, 9 de junio de 1952) es un abogado y político colombiano.

## Biografía
Abogado de la Universidad del Rosario. Con estudios en la Universidad Sorbona de París y la Universidad de Miami.
Fue Concejal de El Carmen de Bolívar, Diputado de Bolívar, Representante a la Cámara de Representantes por Bolívar, Representante del Presidente de la República ante la Comisión de Derechos Humanos del Caribe Colombiano, Miembro del Comité Nacional de Cafeteros, Gobernador del Departamento de Bolívar, Senador de la República, Embajador de Colombia ante la ONU, en Egipto y Jordania. Además fue precandidato Presidencial por el Partido Liberal para las Elecciones presidenciales de Colombia de 1994.
Fue el primer Contralor General de la República elegido por el Consejo de Estado, para el periodo 1994-1998. Fue investigado durante el Proceso 8000, por presuntos vínculos y financiación por parte del Cartel de Cali en su campaña. Luego de su condena a 70 meses de prisión en 1998, intento aspirar a una curul del congreso.
En 2012, escribió diez canciones para el proyecto Señor Corazón de Esteban Trío, compartiendo créditos junto a músicos como el Maestro Kike Purizaga, Ramón Stagnaro, Reny Manzano, entre otros.
Fue precandidato a las elecciones presidenciales de Colombia de 2018.

## Obras
- La designatura: regimen sucesoral presidencial en el estado colombiano (1975).[11]